# Какава
Какава је прослава Рома у Турској, потиче из Источног Тракија.

## Легенда
Веровање да ће спаситељ Baba Fingo доћи и спасити их је бесмртно у ромском фолклору у Турској. Верују у постојање команданта фараонских трупа из војске старог Египта. Турски Роми одлазе на обалу реке Тунџе у ноћи између 5. и 6. маја и тако обележавају „Спасилачки догађај”. Стављају свеће у реку и перу руке, лице и ноге. Главни извор радости је бесмртност спаситеља Baba Fingo. На турском језику постоји и изрека Baba Fingo Gelecek, Bütün Dertler Bitecek („Доћи ће отац Финго, све невоље ће бити готове”). У западним турским градовима, Једрене и Киркларели, какава се прославља као велики празник, у Једрену представља облик међународног фестивала који подржавају и гувернер и градоначелник. Званични део фестивала се одржава у месту где се сваке године одржава киркпинарски фестивал у науљеном рвању. Пале ломачу и прескачу је, изводе музику и трбушни плес. Званични део се завршава поделом пилава од пиринча за око 5000 присутних. Прослава се наставља у зору наредног дана на обали реке Тунџа.